# Sadhoe

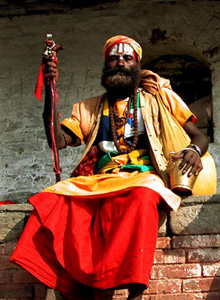
Een sadhoe in Kathmandu, Nepal

Een sadhoe of sadhu (Sanskriet: साधु, sādhu, goed persoon) is een hindoeïstische asceet of yoga-beoefenaar ("yogi") die de eerste drie hindoeïstische levensdoelen:  kama (plezier), artha (rijkdom), dharma (juist handelen) heeft opgegeven. Een sadhoe is volledig toegewijd aan het behalen van spirituele bevrijding (moksha) door meditatie.
De sadhoes in het hedendaagse hindoeïsme komen voort uit de vroegere sramana's, ajivaka's en paribbajaka's die in de tijd van de Boeddha leefden, groepen asceten die niet de leringen van het brahmanisme aanhingen: het brahmanisme had namelijk geen monniken of asceten. Sadhoes kunnen een grote diversiteit aan ideeën, geloven en praktijken aanhangen. In de Pali-taal van het theravada-boeddhisme, onder andere in Sri Lanka, betekent het woord "sadhoe" (sádhu): het is goed, ik ben er blij mee.

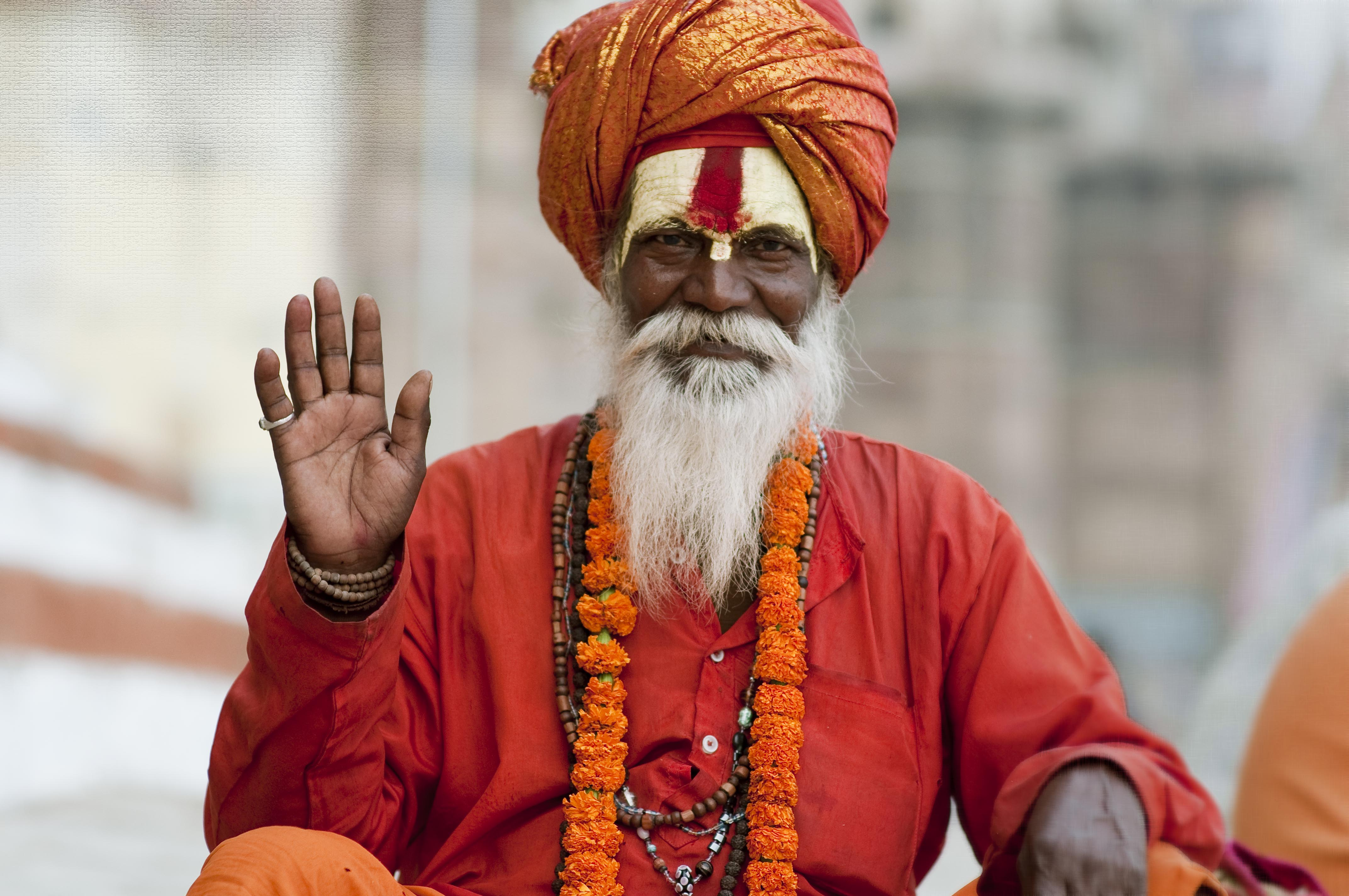
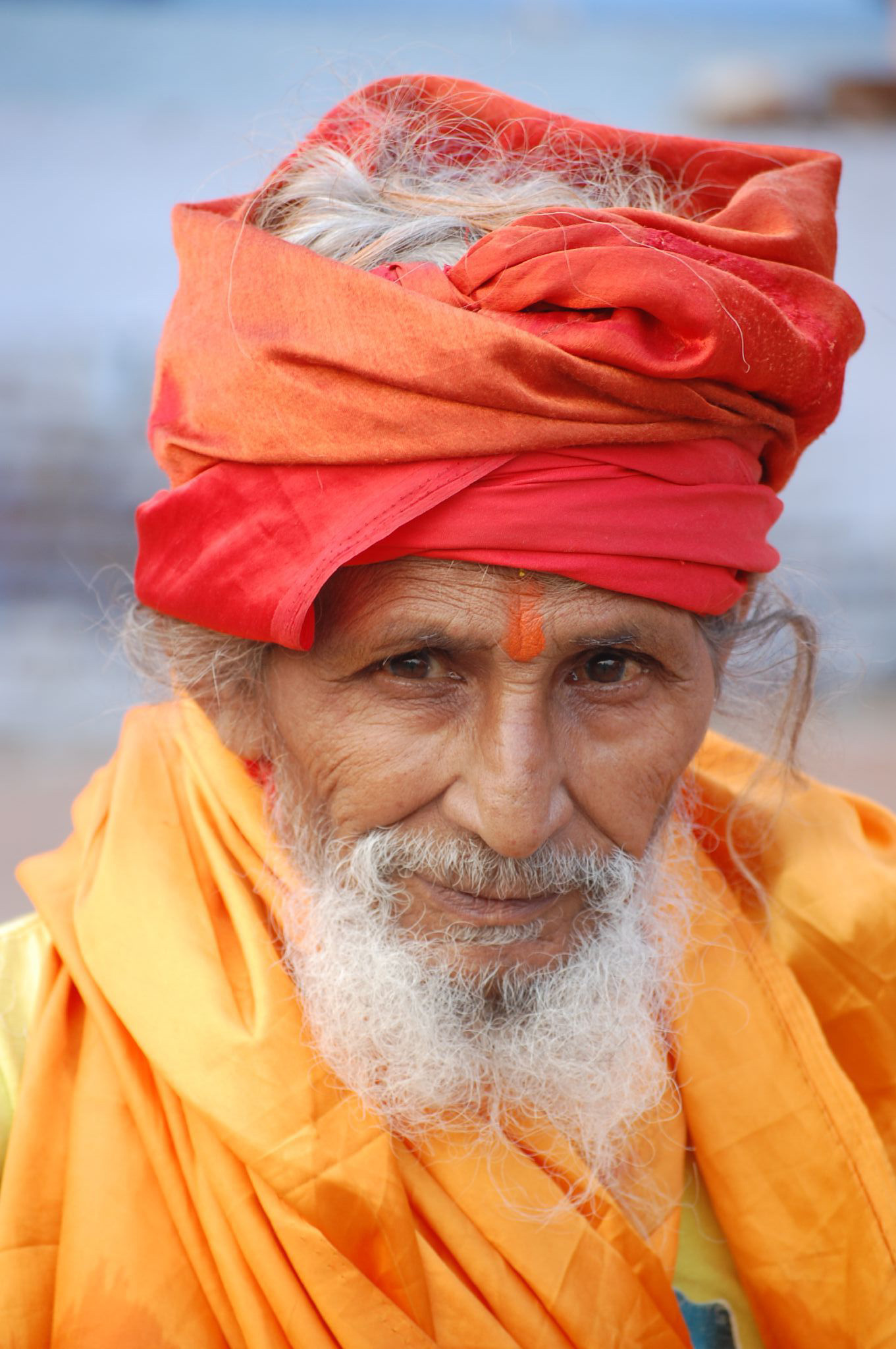
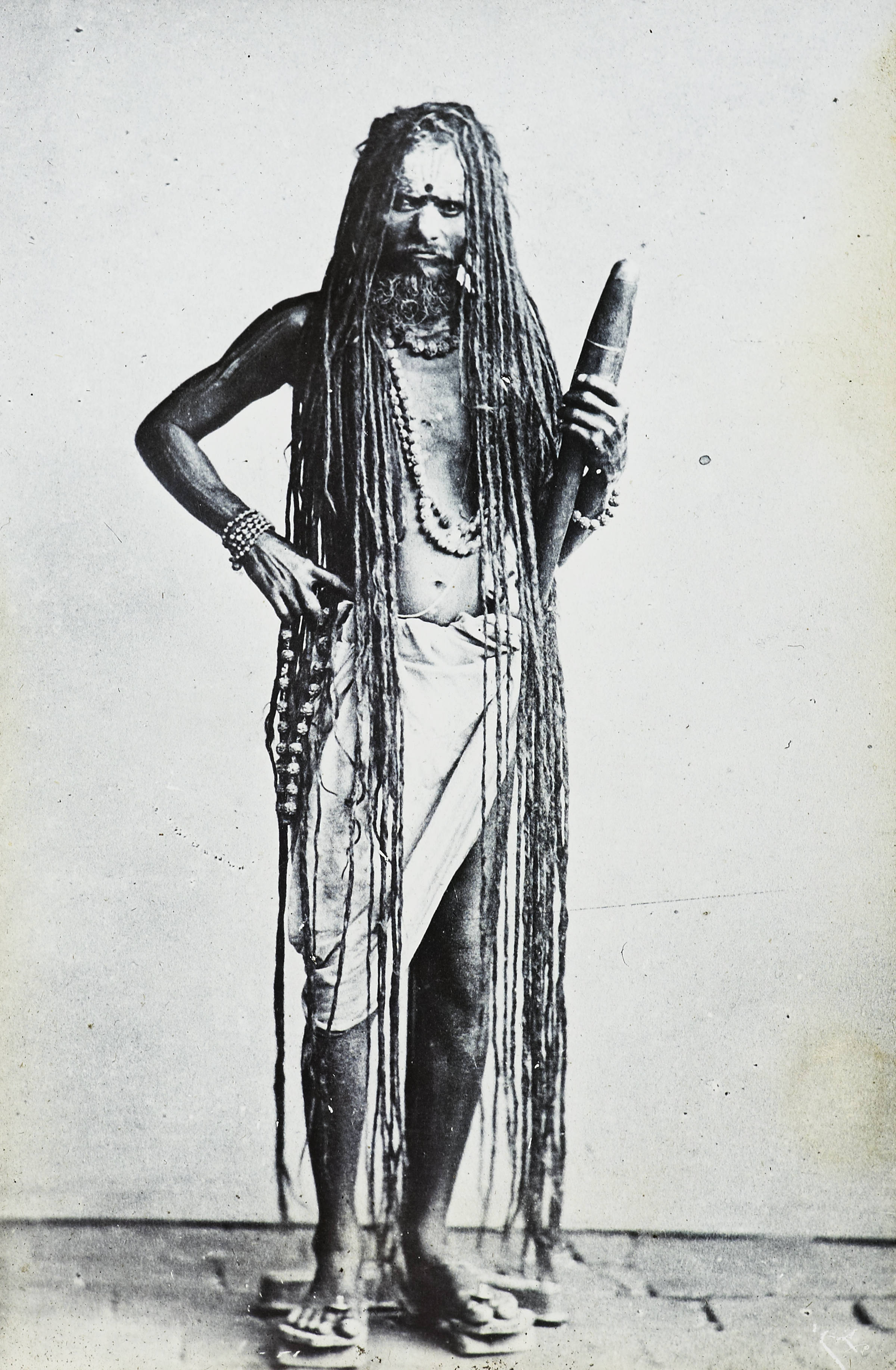
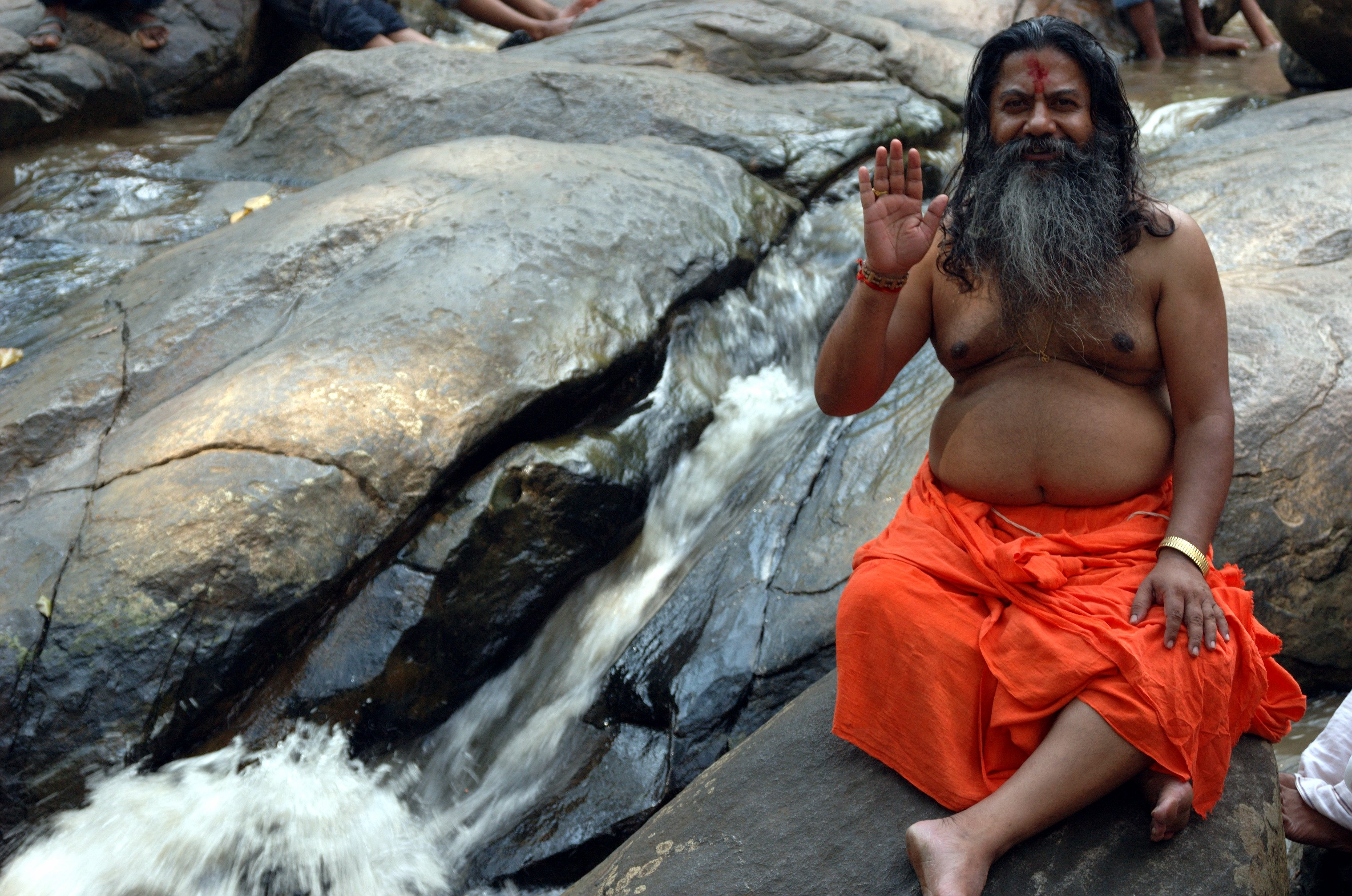
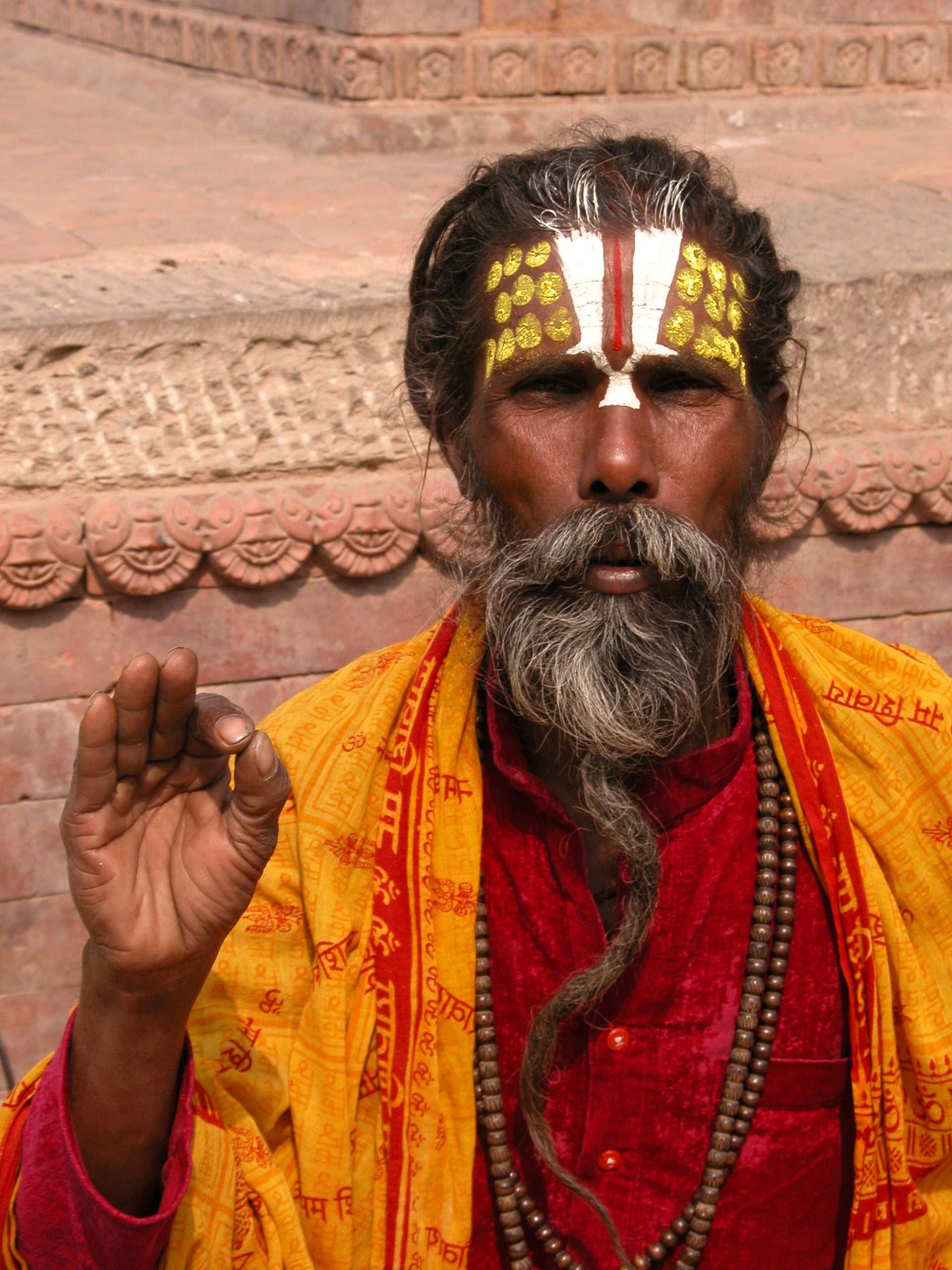